# Хилтон-Ротшильд, Ники
Ни́колай Оли́вия «Ни́ки» Хи́лтон-Ро́тшильд (англ. Nicholai Olivia «Nicky» Hilton Rothschild; 5 октября 1983, Нью-Йорк, Нью-Йорк, США) — американская светская львица, предпринимательница, модельер, фотомодель и актриса

. Сестра Пэрис Хилтон, правнучка Конрада Хилтона (основатель Hilton Hotels).

## Биография
Ники родилась в Нью-Йорке, а выросла в Лос-Анджелесе. Её отец — магнат по недвижимости Рик Хилтон, мать — Кэти Хилтон (урождённая Аванцино), светская личность и актриса. Есть старшая сестра Пэрис Хилтон и два младших брата: Баррон Николас Хилтон II (род. 1989) и Конрад Хьюз Хилтон III (род. 1994).
Ники — внучатая племянница Конрада Николсона Хилтона-младшего, чьей первой женой была Элизабет Тейлор (1950—1951). Второй женой её прадеда Конрада Хилтона была Жа Жа Габор (1942—1946).
Её имя норвежского происхождения. Её пра-пра-пра…дедушка Август Хэлворсен Хилтон родился на семейной ферме Хилтонов недалеко от Осло, Норвегия, и иммигрировал с семьей в США в возрасте 10 лет. Хотя, назвав свою коллекцию одежды в 2007 в свою честь NICHOLAI, она сказала, что её назвали так в честь российского императора.
Посещала частную католическую школу для девочек Convent of the Sacred Heart, которую закончила в 2001 году. Окончила Институт моды и технологий в Нью-Йорке.

## Деятельность

### Модный дизайнер
В 2004 году Ники запустила свою собственную линию спортивной одежды Chick by Nicky Hilton. Она также разработала линию сумочек для японской компании Samantha Thavasa.
В 2007 году она запустила свою вторую линию более высокой ценовой категории для более зрелой аудитории. Эта линия, названная NICHOLAI, дебютировала на показе весна/лето 2008 года в рамках Mercedes-Benz Fashion Week в Нью-Йорке 9 сентября 2007 года.
В июле 2010 года стало известно, что Ники решила заняться дизайном ювелирных украшений и подписала контракт с компанией Titan Brands.

### Модель
В 2005 году Ники Хилтон совместно с Кимберли Стюарт стала лицом австралийской линии нижнего белья Antz Pantz. Стюарт все ещё работает с компанией, а Хилтон была заменена на австралийскую модель Меган Мейтленд. Примерно в это время Хилтон снялась для обложки журнала Lucire в его новозеландском и румынском изданиях.

### Другие занятия
В 2006 году Ники вступила в партнёрство для открытия двух гостиниц Nicky O Hotels в Майами и Чикаго. 12 февраля 2007 Хилтон был предъявлен иск за нарушение договора партнёрства.
Вместе с Пэрис Хилтон, Ким Кардашян, Тарой Рид, Бижу Филлипс, Кимберли Стюарт, Линдси Лохан и Николь Ричи является одной из самых известных тусовщиц Голливуда.
Ей была предложена роль в реалити-шоу Простая жизнь («The Simple Life») в 2003 году совместно с сестрой Пэрис, но она отклонила предложение, так как «не хочет жить простой жизнью». Также отказалась заменить Николь Ричи в четвёртом сезоне.

## Личная жизнь
В январе 2004 года Ники Хилтон начала встречаться с Иэном Сомерхолдером, но через полгода они расстались.
В августе 2004 года Ники Хилтон вышла замуж за бизнесмена Тодда Мейстера (Todd Andrew Meister) в часовне Лас-Вегаса. Через три месяца брак был расторгнут. С 2004 по 2006 год встречалась с актёром Кевином Коннолли.
Ранее были отношения с моделями Марком Вандерлоо и Маркусом Шенкенбергом.
С 2006 года встречалась с Дэвидом Катценбергом, сыном основателя DreamWorks Pictures Джеффри Катценберга. В конце июля 2011 года они расстались из-за несовпадения графиков, что мешало им быть вместе.
С 10 июля 2015 года Ники замужем за банкиром Джеймсом Ротшильдом, с которым она встречалась 4 года до их свадьбы. У супругов есть две дочери — Лили Грейс Виктория Ротшильд (род. 08.07.2016) и Тедди Мэрилин Ротшильд (род. 20.12.2017). В июле 2022 года родился третий ребёнок — сын.

## Фильмография
| Год  |   | Русское название  | Оригинальное название | Роль             |
| ---- | - | ----------------- | --------------------- | ---------------- |
| 1992 | ф | Джинн без бутылки | Wishman               | девочка на пляже |